# Knowledge Master Open
Knowledge Master Open, também conhecido como Knowledge Masters ou KMO, foi uma competição acadêmica mundial semestral baseado em computador realizada pela Academic Hallmarks. Durante as competições, as equipes de estudantes de diversas escolas ganhavam pontos por responder perguntas de múltipla escolha com rapidez e precisão. As perguntas incluiam temas de 15 áreas: História americana, história mundial, governo, acontecimentos recentes, economia e direito, geografia, literatura, inglês, matemática, ciência física, biologia, ciências da terra, saúde e psicologia, artes plásticas, e trivialidades.
A competição começou em 1983, com 74 escolas. Em 2009, havia cerca de 45 mil participantes de mais de 3 mil escolas secundárias e escolas de ensino médio em dos Estados Unidos e outros países. O último concurso ocorreu em abril de 2013. Ao longo dos 30 anos de competição KMO, mais de 2,4 milhões de estudantes participaram.